# K. R. C. Genk
El Koninklijke Racing Club Genk es un club de fútbol de Bélgica, de la ciudad de Genk en la provincia de Limburgo. Se trata de un club de fusión desde 1988 cuando KFC Winterslag se fusionó con el Waterschei SV Thor, manteniendo la matrícula 332 del KFC Winterslag. Actualmente compite en la Primera División de Bélgica.

## Historia
El K.R.C. Genk se fundó en 1988 tras la fusión de los equipos Waterschei SV Thor y K. F. C. Winterslag, volviéndose uno de los equipos más exitosos de Bélgica durante la década de 1990, clasificando regularmente a las competiciones de la UEFA. Milita en la Primera División de Bélgica desde la temporada 1996-97.

### KFC Winterslag (1923-88)
El F.C. Winterslag se fundó en 1923 y tuvo el número de matrícula n.º 322. Para su 25º aniversario añadieron el prefijo Koninklijke y se llamaron KFC Winterslag. En la temporada 1971-72, Winterslag ascendió a la Segunda División de Bélgica y para la temporada 1974-75 jugarían en la Primera División tras ascender en el play-off final de Segunda División. Se aprovecharon del incremento de equipos en la Primera División para esa temporada (de 16 a 20). Terminaron colistas, pero al año siguiente retornaron a la Primera División de Bélgica.
Ocupó la quinta posición en la temporada de 1981, pero dos años después descendieron a la Segunda División tras quedar en la última posición. Ese año, el Standard de Lieja fue el campeón tras derrotar al Waterschei Thor. Tras cuatro temporadas en la Segunda División, Winterslag obtuvo una plaza en la Primera División de Bélgica tras ser campeón de Segunda División en la temporada 1986-87, con un punto más que Tongeren. Quedó 15º entre 18 equipos, pero al final de la temporada se fusionaron con sus vecinos del Waterschei Thor, los cuales militaban en la Segunda División de Bélgica desde su descenso en la temporada de 1986.

### K Waterschei SV Thor Genk (1919-88)
El K Waterschei SV Thor Genk fue creado en 1919 como Waterschei's Sport Vereeniging Thor y Thor es el acrónimo de Tot Herstel Onzer Rechten (a recuperar nuestros derechos). Su número de matrícula era el n°533. Estuvo en la Primera División de Bélgica a finales de la década de los años 1950 e inicios de los años 1960 y de nuevo entre 1978 a 1986. Tras dos años en Segunda División, Waterschei se fusionó con el KFC Winterslag para formar al KRC Genk.
Durante la temporada 1982-83, el partido Standard Liège-Waterschei fue arreglado y el Standard finalmente logró el campeonato. Waterschei ganó la Belgian Cup dos veces (1980 y 1982). Destacando haber llegado a las semifinales de la Recopa de Europa en la temporada 1982-83. Tras superar al PSG en cuartos de final, perdió en la ida de Semifinales por 5-1 en el campo del que sería a la postre el campeón, Aberdeen F.C. El triunfo por 1-0 en la vuelta (gol de Eddy Voordeckers) no cambió nada. Se fusionaron con el KFC Winterslag en 1988 para crear al actual club.

### K.R.C. Genk (1988–presente)
El nuevo club se llamó KRC Genk y mantuvo el ranking de Winterslag, comenzando su andadura en Primera División pero acabó colista. Al año siguiente, Genk logró ganar la ronda final en Segunda división y luego jugó 4 temporadas en la élite. En 1995, el club contrató a Aimé Anthuenis como entrenador y terminó segundo y se saltó la ronda final cuando se fusionaron dos equipos de Primera división (Seraing y Standard Liège). Después de un octavo puesto en 1997, el club tuvo una sobresaliente temporada 1997-98 ganando la Copa de Bélgica y acabando segundos en el campeonato liguero. En su primera andadura europea, Racing Genk eliminó sucesivamente a Apolonia Fier y MSV Duisburg pero perdió ante Mallorca en 1/8 de final después de dos empates (1-1 en el global) en la última Recopa de Europa de la historia. La temporada terminó bien cuando Genk ganó su primera liga belga en mayo.
Genk jugó en la UEFA Champions League en 1999–00 pero perdió en la segunda ronda de clasificación ante el Maribor esloveno. La temporada se salvó al volver a ganar la Copa de Bélgica, esta vez ante Standard, pero Genk acabó el campeonato en novena posición. Terminó undécimo en la temporada siguiente y perdió en la segunda ronda de la Copa de la UEFA ante el Werder Bremen tras una victoria ante el FC Zürich. Después de esta mala racha, Genk logró ganar otra vez la liga en la temporada 2001-02. En 2002-03, llegaron a la fase de grupos de la Liga de Campeones por primera vez en su historia. Aunque quedaron 4º, impresionó a la afición con empates ante Real Madrid, AS Roma y AEK Atenas.
En la temporada 2006-07, Genk terminó segundo detrás de Anderlecht. Los limburgueses habían sido líderes casi toda la temporada, pero Anderlecht los superó en las últimas jornadas. 
Siguieron tres malas temporadas. Genk terminó la temporada 2007-08 con 45 puntos y en el décimo lugar de la liga: su peor resultado en siete años. La temporada 2008-09 también fue mala para Genk, terminando octavo en la liga. La temporada terminó con una nota positiva con ellos ganando la Copa de Bélgica , lo que les dio una plaza para la Europa League. La temporada 2009-10 comenzó mal cuando fueron eliminados de la Europa League por LOSC Lille. Las cosas tampoco salieron bien en la liga doméstica. El técnico Hein Vanhaezebrouck fue despedido en diciembre y fue reemplazado por Franky Vercauteren. Genk terminó undécimo, pero Vercauteren logró llevar al club al fútbol europeo al vencer al archirrival Sint-Truiden en la final de los Play-offs II.
La temporada 2010-11 comenzó bien para el KRC Genk cuando vencieron al Inter Turku por 1-5 en Finlandia. Pasaron a la cuarta ronda de clasificación de la Europa League y fueron emparejados con el Porto FC. Genk perdió los dos partidos, a pesar de dos buenas actuaciones.
El 30 de enero de 2010, KRC Genk anunció que el entrenador Franky Vercauteren firmó un nuevo contrato hasta junio de 2013.
Solo perdieron su primer partido de la temporada en la vigésima jornada y empezaron las eliminatorias en segundo lugar. El club ganó la Pro League belga 2010-11 después de empatar 1-1 con Standard Liége. Esta era el tercer Campeonato liguero del KRC Genk en su historia y sus seguidores lo celebraron con una invasión del campo justo después del pitido final.
El 11 de agosto, el entrenador Frank Vercauteren confirmó que dejaba el club y firmó con el club Al-Jazira de Abu Dhabi. En la tercera ronda de clasificación de la UEFA Champions League 2011-12, el KRC Genk venció al FK Partizan en dos partidos y empató con el Maccabi Haifa en la ronda de play-off. El Maccabi Haifa venció al Genk 2-1 en el partido de ida en Israel, mientras que el Genk ganó el partido de vuelta con el mismo 2-1 en Bélgica. Durante la tanda de penaltis, el portero László Köteles ayudó al Genk a clasificarse al parar dos lanzamientos. Por segunda vez en su historia, el KRC Genk alcanzaba la fase de grupos de la UEFA Champions League. Fueron sorteados en el Grupo E con Chelsea, Valencia y Bayer Leverkusen.
La campaña de la Liga de Campeones fue una de altibajos. Genk logró un 1-1 contra Chelsea y Bayer Leverkusen y un empate sin goles contra Valencia. Fuera de casa, Genk perdió todos los partidos. La temporada en la Jupiler League fue difícil, ya que Genk apenas se clasificó para los play-offs al terminar sexto en la temporada regular. En los play-offs, sin embargo, Genk comenzó a jugar mejor y subió al tercer lugar. Al terminar en tercer lugar, se clasificó para la tercera ronda de clasificación de la Europa League.
La temporada 2012-13 comenzó bien para el club al clasificarse para la fase de grupos de la Europa League tras vencer a Aktobe y FC Luzern. En esta fase de grupos, se desempeñó muy bien y finalmente ganó el grupo sin una sola derrota. Terminó primero con tres puntos más que el Basilea y se clasificó para la siguiente ronda en la que se enfrentaron al VfB Stuttgart. Era la primera vez en la historia del club que jugaban al fútbol europeo después de Navidad. Stuttgart superó a Genk en los dos partidos. En la liga, Genk se clasificó para los play-offs y se desempeñó bien hasta que el título estuvo fuera de su alcance; el quinto lugar fue el resultado. Genk terminó su temporada con una nota positiva al ganar la Copa de Bélgica. Vencieron a Cercle Brugge en la final, frente a 30.000 fanáticos del Genk.
En la temporada 2016-2017, Genk participó en la UEFA Europa League, comenzaron a jugar en la segunda ronda de clasificación y se clasificaron para la tercera ronda de clasificación (el 21 de julio de 2016)  y la ronda de play-off (el 4 de agosto de 2016). Ganaron su grupo con 3 victorias en casa sobre el Athletic de Bilbao, Rapid Wien y Sassuolo y, después de derrotar a Astra Giurgiu (2-2 y 1-0) en la segunda ronda, en 1/8 de final empataron en casa contra KAA Gent 1-1 y resolviendo a domicilio por 2-5. Incluso cuando Genk fue derrotado en 1/4 de final contra Celta de Vigo (3–2 y 1–1), fue la temporada europea más exitosa del Genk.
Genk ganó la Primera División 2018-19 por cuarta vez en su historia, por lo que se clasificó para la UEFA Champions League 2019-20 después de una ausencia de ocho años. 
Genk hizo una mala fase de grupos y solo cosechó un empate y cinco derrotas en la UEFA Champions League 2019-20.
El club ganó la Copa belga 2020-21 al Standard de Lieja por 2-1 el 25 de abril de 2021.

### Presente
El Genk es uno de los equipos con las finanzas más estables y posiblemente el equipo más rico de Bélgica. En 2012 presentaron ingresos por alrededor de 28 millones de euros debido a su participación en la fase de grupos de la UEFA Champions League y las ventas de jugadores como Thibaut Courtois y Kevin De Bruyne al Chelsea FC, sin tener en cuenta el traspaso de Christian Benteke al Aston Villa por 10 millones de euros.

## Desempeño
| Temporada | Nivel | Nivel | Nivel | Nivel | Nivel | Nivel | División                                              | Puntos                                                | Observaciones                                                               | Copa      | Europa     |
|           | I     | I     | II    | III   | IV    | P.I   |                                                       |                                                       |                                                                             |           |            |
| --------- | ----- | ----- | ----- | ----- | ----- | ----- | ----------------------------------------------------- | ----------------------------------------------------- | --------------------------------------------------------------------------- | --------- | ---------- |
| 1988/89   | 18    | 18    |       |       |       |       | Primera Div.                                          | 15                                                    |                                                                             | 1/16      |            |
| 1989/90   |       |       | 4     |       |       |       | Segunda Div.                                          | 36                                                    | gana ronda final con 8 puntos                                               | 1/4       |            |
| 1990/91   | 14    | 14    |       |       |       |       | Primera Div.                                          | 26                                                    |                                                                             | 1/8       |            |
| 1991/92   | 16    | 16    |       |       |       |       | Primera Div.                                          | 26                                                    |                                                                             | 1/16      |            |
| 1992/93   | 15    | 15    |       |       |       |       | Primera Div.                                          | 27                                                    |                                                                             | 1/16      |            |
| 1993/94   | 18    | 18    |       |       |       |       | Primera Div.                                          | 18                                                    |                                                                             | 1/16      |            |
| 1994/95   |       |       | 3     |       |       |       | Segunda Div.                                          | 50                                                    | segundo en ronda final con 9 puntos (igualado al ganador KRC Harelbeke)     | 1/16      |            |
| 1995/96   |       |       | 2     |       |       |       | Segunda Div.                                          | 73                                                    | ascenso directo por desaparición del RFC Seraing                            | 1/8       |            |
| 1996/97   | 8     | 8     |       |       |       |       | Primera Div.                                          | 48                                                    |                                                                             | 1/16      |            |
| 1997/98   | 2     | 2     |       |       |       |       | Primera Div.                                          | 66                                                    | derrota en Supercopa 1998                                                   | Campeón   | IC: P      |
| 1998/99   | 1     | 1     |       |       |       |       | Primera Div.                                          | 73                                                    | derrota en Supercopa 1999                                                   | 1/2       | EC2: II    |
| 1999/00   | 8     | 8     |       |       |       |       | Primera Div.                                          | 54                                                    | derrota en Supercopa 2000                                                   | Campeón   | CL: voor   |
| 2000/01   | 11    | 11    |       |       |       |       | Primera Div.                                          | 42                                                    |                                                                             | 1/2       | UC: II     |
| 2001/02   | 1     | 1     |       |       |       |       | Primera Div.                                          | 72                                                    | derrota en Supercopa 2002                                                   | 1/4       |            |
| 2002/03   | 6     | 6     |       |       |       |       | Primera Div.                                          | 55                                                    |                                                                             | 1/8       | CL: P      |
| 2003/04   | 4     | 4     |       |       |       |       | Primera Div.                                          | 59                                                    |                                                                             | 1/16      |            |
| 2004/05   | 3     | 3     |       |       |       |       | Primera Div.                                          | 70                                                    | 3º después de los partidos decisivos con Standard de Liège                  | 1/4       | IC: 1/2    |
| 2005/06   | 5     | 5     |       |       |       |       | Primera Div.                                          | 57                                                    |                                                                             | 1/8       | UC: I      |
| 2006/07   | 2     | 2     |       |       |       |       | Primera Div.                                          | 72                                                    |                                                                             | 1/4       |            |
| 2007/08   | 10    | 10    |       |       |       |       | Primera Div.                                          | 45                                                    |                                                                             | 1/8       |            |
| 2008/09   | 8     | 8     |       |       |       |       | Primera Div.                                          | 50                                                    | derrota en Supercopa 2009                                                   | Campeón   |            |
| 2009/10   | 11    | 11    |       |       |       |       | Primera Div.                                          | 34                                                    | Genk gana plaza europea como ganador play-off II                            | 1/8       |            |
| 2010/11   | 1     | 1     |       |       |       |       | Primera Div.                                          | 51                                                    | después temporada regular, Genk 2º con 64 puntos, Gana Supercopa 2011       | 1/8       |            |
| 2011/12   | 3     | 3     |       |       |       |       | Primera Div.                                          | 46                                                    | después temporada regular, Genk 5º con 46 puntos                            | 1/8       | CL: Grupos |
| 2012/13   | 5     | 5     |       |       |       |       | Primera Div.                                          | 40                                                    | después temporada regular, Genk 3º con 55 puntos, derrota en Supercopa 2013 | Campeón   | EL: 1/16   |
| 2013/14   | 6     | 6     |       |       |       |       | Primera Div.                                          | 32                                                    | después temporada regular, Genk 6º con 45 puntos                            | 1/4       | EL: 1/16   |
| 2014/15   | 7     | 7     |       |       |       |       | Primera Div.                                          | 49                                                    | En play-off II, Genk 2º                                                     | 1/16      |            |
| 2015/16   | 4     | 4     |       |       |       |       | Primera Div.                                          | 40                                                    | después temporada regular, Genk 5º con 48 puntos                            | 1/2       |            |
|           | 1A    | 1B    | 1Am   | 2Am   | 3Am   | P.I   | desde 2016-17 hay 3 niveles nacionales y 2 regionales | desde 2016-17 hay 3 niveles nacionales y 2 regionales | desde 2016-17 hay 3 niveles nacionales y 2 regionales                       | Copa      | Europa     |
| 2016/17   | 8     |       |       |       |       |       | Primera Div.                                          | 48                                                    | gana Play-off II, pierde eliminatoria EL contra KV Oostende                 | 1/2       | EL: 1/4    |
| 2017/18   | 5     |       |       |       |       |       | Primera Div.                                          | 38                                                    | gana eliminatoria EL contra Zulte Waregem                                   | finalista | -          |
| 2018/19   | 1     |       |       |       |       |       | Primera Div.                                          | 52                                                    | después temporada regular, Genk 1º con 63 puntos                            | 1/4       | EL: 1/16   |
| 2019/20   | 7     |       |       |       |       |       | Primera Div.                                          | 44                                                    | competición suspendida tras 29 jornadas por pandemia de coronavirus         | 1/8       | CL: Grupos |
| 2020/21   | 4     |       |       |       |       |       | Primera Div.                                          | 56                                                    | clasificado para fase previa de Champions                                   | Campeón   |            |
| 2021/22   | 5     |       |       |       |       |       | Primera Div.                                          | 62                                                    |                                                                             | 1/8       | CL: TR     |
| 2022/23   | 2     |       |       |       |       |       | Primera Div.                                          | 75                                                    | Clasificado para 3ª ronda clasificación de la Champions League              | 1/4       |            |
| 2023/24   | 5     |       |       |       |       |       |                                                       |                                                       | Pierde eliminatoria EL contra KAA Gent 0-1                                  | 1/8       |            |

Leyenda: IC: Copa Intertoto  /  EC2: Recopa de Europa  /  CL: Champions League  /  UC: Copa UEFA  /  EL: Europa League

## Entrenadores
- Ernst Künnecke (julio de 1988–noviembre de 1988)
- Jozef Vliers (1988–1989)
- René Desaeyere (1989)
- Paul Theunis (1990–1991)
- Pier Janssen (1991–1993)
- Luka Peruzović (1993–1994)
- Norbert Beuls (1994)
- Aimé Anthuenis (1996–1999)
- Jos Heyligen (1999–2000)
- Johan Boskamp (enero de 2000 – diciembre de 2000)
- Sef Vergoossen (julio de 2001 – abril de 2004)
- René Vandereycken (mayo de 2004 – junio de 2005)
- Hugo Broos (junio de 2005 – febrero de 2008)
- Ronny Van Geneugden (febrero de 2008 – marzo de 2009)
- Pierre Denier (interino) (marzo de 2009 – junio de 2009)
- Hein Vanhaezebrouck (julio de 2009 – noviembre de 2009)
- Franky Vercauteren (diciembre de 2009 – agosto de 2011)
- Pierre Denier (interino) (agosto de 2011)
- Mario Been (agosto de 2011 – febrero de 2014)
- Emilio Ferrera (febrero de 2014 – julio de 2014)
- Alex McLeish (agosto de 2014 – junio de 2015)
- Peter Maes (julio de 2015 – diciembre de 2016)
- Albert Stuivenberg (enero de 2017 – diciembre de 2017)
- Philippe Clément (diciembre de 2017 – mayo de 2019)[5]
- Felice Mazzù (junio de 2019 – noviembre de 2019)
- Hannes Wolf (noviembre de 2019 – septiembre de 2020)
- Domenico Olivieri (interino) (septiembre de 2020)
- Jess Thorup (septiembre de 2020 – noviembre de 2020)
- John van den Brom (noviembre 2020 – diciembre 2021)
- Bernd Storck (diciembre 2021 – 22 de mayo de 2022)
- Wouter Vrancken (28 de mayo de 2022-9 de mayo de 2024)
- Domenico Olivieri (interino) (mayo de 2024)
- Thorsten Fink (5 de junio de 2024-presente)

## Palmarés

### Torneos nacionales
- Primera División de Bélgica (4): 1998-99, 2001-02, 2010-11, 2018-19
- Segunda División de Bélgica (1): 1975-76
- Copa de Bélgica (5): 1997-98, 1999-2000, 2008-2009, 2012-2013, 2020-21
- Supercopa de Bélgica (2): 2011, 2019

## Participación en competiciones UEFA
| Temporada | Torneo             | Ronda            | Club                 | Casa           | Visita |
| --------- | ------------------ | ---------------- | -------------------- | -------------- | ------ |
| 1997      | UEFA Intertoto Cup | Grupos           | B36                  |                | 5–0    |
| 1997      | UEFA Intertoto Cup | Grupos           | Stabæk IF            | 4–3            |        |
| 1997      | UEFA Intertoto Cup | Grupos           | FC Dynamo Moscow     |                | 2–3    |
| 1997      | UEFA Intertoto Cup | Grupos           | Panachaiki GE        | 4–2            |        |
| 1998–99   | Cup Winners' Cup   | Clasificatoria   | Apolonia Fier        | 4–0            | 5–1    |
| 1998–99   | Cup Winners' Cup   | 1                | MSV Duisburg         | 5–0            | 1–1    |
| 1998–99   | Cup Winners' Cup   | 2                | RCD Mallorca         | 1–1            | 0–0    |
| 1999–2000 | Champions League   | Clasificatoria 2 | NK Maribor           | 3–0            | 1–5    |
| 2000–01   | UEFA Cup           | 1                | FC Zürich            | 2–1            | 1–0    |
| 2000–01   | UEFA Cup           | 2                | Werder Bremen        | 2–5            | 1–4    |
| 2002–03   | Champions League   | Clasificatoria 3 | Sparta Prague        | 2–0            | 2–4    |
| 2002–03   | Champions League   | Grupos           | AEK                  | 0–0            | 1–1    |
| 2002–03   | Champions League   | Grupos           | Real Madrid CF       | 1–1            | 0–6    |
| 2002–03   | Champions League   | Grupos           | AS Roma              | 0–1            | 0–0    |
| 2004      | UEFA Intertoto Cup | 2                | PFC Marek Dupnitsa   | 2–1            | 0–0    |
| 2004      | UEFA Intertoto Cup | 3                | Borussia Dortmund    | 0–1            | 2–1    |
| 2004      | UEFA Intertoto Cup | Semifinales      | UD Leiria            | 0–0            | 0–2    |
| 2005–06   | UEFA Cup           | Clasificatoria 2 | Liepajas Metalurgs   | 3–0            | 3–2    |
| 2005–06   | UEFA Cup           | 1                | PFC Litex Lovech     | 0–1            | 2–2    |
| 2007–08   | Champions League   | Clasificatoria 2 | FK Sarajevo          | 1–2            | 1–0    |
| 2009–10   | Europa League      | Play-Off         | Lille OSC            | 1–2            | 2–4    |
| 2010–11   | Europa League      | Clasificatoria 3 | Inter Turku          | 3–2            | 5–1    |
| 2010–11   | Europa League      | Play-Off         | FC Porto             | 0–3            | 2–4    |
| 2011–12   | Champions League   | Clasifictoria 3  | FK Partizan          | 2–1            | 1–1    |
| 2011–12   | Champions League   | Play-Off         | Maccabi Haifa        | 2–1 (4-1 pen.) | 1–2    |
| 2011–12   | Champions League   | Grupos           | Bayer Leverkusen     | 1–1            | 0–2    |
| 2011–12   | Champions League   | Grupos           | Chelsea              | 1–1            | 0–5    |
| 2011–12   | Champions League   | Grupos           | Valencia             | 0–0            | 0–7    |
| 2012–13   | Europa League      | Clasificatoria 3 | FC Aktobe            | 2–1            | 2–1    |
| 2012–13   | Europa League      | Play-Off         | FC Luzern            | 2–0            | 1–2    |
| 2012–13   | Europa League      | Grupos           | Sporting CP          | 2–1            | 1–1    |
| 2012–13   | Europa League      | Grupos           | FC Basel             | 0–0            | 2–2    |
| 2012–13   | Europa League      | Grupos           | Videoton             | 3–0            | 1–0    |
| 2012–13   | Europa League      | 1/16             | VfB Stuttgart        | 0–2            | 1–1    |
| 2013–14   | Europa League      | Playoff          | FH                   | 2–0            | 5–2    |
| 2013–14   | Europa League      | Fase de grupos   | Dynamo Kiev          | 3-1            | 1-0    |
| 2013–14   | Europa League      | Fase de grupos   | Rapid Wien           | 1-1            | 2-2    |
| 2013–14   | Europa League      | Fase de grupos   | FC Thun              | 2-1            | 1-0    |
| 2013–14   | Europa League      | 2.ª ronda        | FC Anzhi Makhachkala | 0-0            | 0-2    |
| 2016-17   | Europa League      | Clasificatoria 2 | FK Buducnost         | 2-0 (4-2 pen.) | 0-2    |
| 2016-17   | Europa League      | Clasificatoria 3 | Cork City            | 1-0            | 2-1    |
| 2016-17   | Europa League      | Playoff          | Lokomotiva Zagreb    | 2-0            | 2-2    |
| 2016-17   | Europa League      | Fase de grupos   | Athletic Bilbao      | 2-0            | 3-5    |
| 2016-17   | Europa League      | Fase de grupos   | Rapid Viena          | 1-0            | 2-3    |
| 2016-17   | Europa League      | Fase de grupos   | US Sassuolo          | 3-1            | 2-0    |
| 2016-17   | Europa League      | 2.ª ronda        | Astra Giurgiu        | 1-0            | 2-2    |
| 2016-17   | Europa League      | 1/8              | KAA Gent             | 1-1            | 5-2    |
| 2016-17   | Europa League      | 1/4              | Celta de Vigo        | 1-1            | 2-3    |
| 2018-19   | Europa League      | Clasificatoria 2 | Fola Esch            | 5-0            | 4-1    |
| 2018-19   | Europa League      | Clasificatoria 3 | Lech Poznań          | 2-0            | 2-1    |
| 2018-19   | Europa League      | Playoff          | Brondby IF           | 5-2            | 4-2    |
| 2018-19   | Europa League      | Fase de grupos   | Besiktas JK          | 1-1            | 4-2    |
| 2018-19   | Europa League      | Fase de grupos   | Malmoe FF            | 2-0            | 2-2    |
| 2018-19   | Europa League      | Fase de grupos   | Sarpsborg 08         | 4-0            | 1-3    |
| 2018-19   | Europa League      | 2.ª ronda        | Slavia Praga         | 1-4            | 0-0    |
| 2019-20   | Champions League   | Fase de grupos   | Liverpool FC         | 1-4            | 1-2    |
| 2019-20   | Champions League   | Fase de grupos   | SSC Napoli           | 0-0            | 0-4    |
| 2019-20   | Champions League   | Fase de grupos   | Red Bull Salzburg    | 1-4            | 2-6    |
| 2021-22   | Champions League   | Clasificatoria 3 | Shaktar Donetsk      | 1-2            | 1-2    |
| 2021-22   | Europa League      | Fase de grupos   | West Ham             | 2-2            | 0-3    |
| 2021-22   | Europa League      | Fase de grupos   | Dinamo Zagreb        | 0-3            | 1-1    |
| 2021-22   | Europa League      | Fase de grupos   | Rapid Viena          | 0-1            | 1-0    |
| 2023-24   | Champions League   | Clasificatoria 2 | Servette FC          | 2-2 (1-4 pen.) | 1-1    |
| 2023-24   | Europa League      | Clasificatoria 3 | Olympiakos Piraeus   | 1-1            | 0-1    |
| 2023-24   | Conference League  | Playoff          | Adana Demirspor      | 2-1 (5-4 pen.) | 0-1    |
| 2023-24   | Conference League  | Fase de grupos   | AFC Fiorentina       | 2-2            | 1-2    |
| 2023-24   | Conference League  | Fase de grupos   | Ferencvaros          | 0-0            | 1-1    |
| 2023-24   | Conference League  | Fase de grupos   | Cukaricki            | 2-0            | 2-0    |

### Estadísticas por competición
- Actualizado a la Temporada 2021-22.

| Torneo                                   | Temp. | PJ  | PG | PE | PP | GF  | GC  | Dif. |
| ---------------------------------------- | ----- | --- | -- | -- | -- | --- | --- | ---- |
| Liga de Campeones de la UEFA             | 6     | 30  | 5  | 9  | 16 | 27  | 65  | -38  |
| Copa de la UEFA / Liga Europa de la UEFA | 9     | 74  | 38 | 17 | 19 | 137 | 102 | +35  |
| Recopa de Europa de la UEFA              | 1     | 6   | 3  | 3  | 0  | 16  | 3   | +13  |
| Copa Intertoto de la UEFA                | 2     | 10  | 5  | 2  | 3  | 19  | 13  | +6   |
| Total                                    | 18    | 120 | 51 | 31 | 38 | 199 | 183 | +16  |